# Comuna Prevalje
Prevalje (Občina Prevalje) este o comună din Slovenia, cu o populație de 6.643 de locuitori (2002).

## Localități
Belšak, Breznica, Dolga Brda, Jamnica, Kot pri Prevaljah, Leše, Lokovica, Poljana, Prevalje, Suhi Vrh, Šentanel, Zagrad